# Asplenium laciniatum
Asplenium laciniatum là một loài thực vật có mạch trong họ Aspleniaceae. Loài này được D. Don miêu tả khoa học đầu tiên năm 1825.